# Кириллов, Валерий Юрьевич
Валерий Юрьевич Кириллов (род. 9 декабря 1965) — российский театральный актёр и режиссёр, педагог. Народный артист России (2014), заслуженный артист России (2000). С ноября 2022 года — художественный руководитель Российского театра драмы имени Фёдора Волкова (город Ярославль).

## Биография
Окончил Ярославский государственный театральный институт в 1989 году (курс Г. Б. Дроздова и В. М. Шибанкова), Высшие режиссёрские курсы РАТИ.
Работает в Российском государственном академическом театре драмы имени Фёдора Волкова. Сыграл в театре свыше 45 ролей. Проявил себя и в качестве режиссёра.
В 1996—2005 годах преподавал в Ярославском государственном театральном институте.

## Театральные работы
Актёр
- Мелузов («Таланты и поклонники» А. Н. Островского)
- Хан Магома («Кавказский роман» Л. Н. Толстого)
- Трилецкий-младший («Платонов» А. П. Чехова)
- Лаэрт («Гамлет» У. Шекспира)
- Глумов («На всякого мудреца довольно простоты» А. Н. Островского)
- Сирано де Бержерак («Сирано де Бержерак» Э. Ростана)
- Василий («Бульвар удачи» Е.Скороходовой и В.Дербенева)
- Мулино («Дамский портной» Ж. Фейдо)
- Иван Васильевич Ломов («Две смешные истории о любви». «Предложение» А. П. Чехова)
- Кузаков («Утиная охота» А.Вампилова)
- Сид Карнаж («Спин мюзикл» Дугласа Пэшли)
- Брюно («Великолепный рогоносец» Ф.Кроммелинка)
- Бернабо, Каландрино, Цекки («Декамерон» Д.Боккаччо)
- Де Грие («Игрок» Ф. М. Достоевского)
- хирург Шурик («Новый Пигмалион» А.Инина)
- Арлекин («Венецианские близнецы» К.Гольдони)
- Гурго («Корсиканка» И.Губача)
- Падрона Фортунато («Кьоджинские перепалки» К.Гольдони)
- Осип («Ревизор» Н. В. Гоголя)
- Лорд Баберлей-Бабс («Тетка Чарлея» Брандона Томаса)

Режиссёр
- Емелино счастье (В. Новицкий, Р. Сэф)
- Огниво (Х. К. Андерсен)
- Карусель сказок
- Дамский портной (Ж. Фейдо)
- Снежная кутерьма

## Фильмография
- 2010 — Котовский — каторжанин
- 2012 — Страсти по Чапаю — Авдей
- 2012 — Легавый — есаул Давыдов
- 2013 — Под прицелом — Андрей Павлович Тарасов, таксист
- 2014 — Палач — колхозник (эпизод)
- 2019 — Ростов — Валерий Николаевич Митрошин, хирург
- 2019 — Куба. Личное дело — Кононов